# (8670) 1991 OM1
(8670) 1991 OM1 là một tiểu hành tinh vành đai chính. Nó được phát hiện bởi Henri Debehogne ở Đài thiên văn La Silla ở Chile ngày 18 tháng 7 năm 1991.